# David Ford
David Frank Ford (Dublin, 23 januari 1948) is een Britse theoloog en dogmaticus die erg veel waarde hecht aan de praktische kant van de theologie. Hij is op dit moment Regius Professor of Divinity te Cambridge, waar hij sinds 1991 les geeft.

## Levensloop
Ford is naar eigen zeggen niet erg religieus opgevoed. Toen hij zes jaar oud was, overleed zijn vader. Dit heeft ervoor gezorgd dat hij zich gedurende zijn jeugd en puberteit veel bezighield met grote levensvragen. Deze vragen lokten hem uiteindelijk ook naar de theologie, mede onder invloed van het werk van Dietrich Bonhoeffer. In Bonhoeffers werk, geschreven gedurende diens gevangenisperiode, wordt op een hoger niveau op veel vragen ingegaan die Ford zichzelf ook stelde. Toen hij na zijn studie klassieke talen aan de universiteit van Dublin de kans kreeg om twee jaar te Cambridge een studie naar keus te doen, koos hij theologie. In 1976 begon hij, na in Cambridge te zijn gepromoveerd op het werk van Karl Barth, als lector les te geven aan de universiteit van Birmingham. Vijftien jaar later verruilde hij die universiteit voor de universiteit van Cambridge, waar hij nu werkt aan de theologische faculteit.

## Vakgebied
Het vakgebied van David Ford is systematische theologie en dogmatiek. Hij vindt het van groot belang midden in de maatschappij te staan, en zich zo niet alleen met de theoretische kant van de theologie bezig te houden, maar ook met de praktijk, door middel van projecten. Een groot project waar hij zich mee bezighoudt in deze context is ‘Scriptural Reasoning’. Volgens Ford is de identiteit van het jodendom, het christendom en de islam altijd al het bestuderen en interpreteren van de heilige schriften geweest. Mensen van verschillende religies leven al lang samen met elkaar, maar de collegialiteit die heerst tussen de academische wereld en de kerkelijke wereld is vaak ver te zoeken in dit interreligieuze gesprek. Ford noemt het een uitdaging voor het geloof in het derde millennium om nieuwe vormen van deze collegialiteit te creëren rond de schriften en bijkomende tradities van interpretatie en applicatie.

### Scriptural reasoning
Scriptural reasoning is een van de methoden van gezamenlijke bestudering van heilige boeken door personen met een verschillende geloofsovertuiging. Ford zegt dat met deze manier van tekstinterpretatie ieder zijn of haar eigen ‘interne bibliotheek’ meebrengt, en zo kunnen teksten goed gesystematiseerd en getheoretiseerd worden, en probeert men op de beste manier met de tekst om te gaan. Scriptural reasoning hoeft er voor Ford niet toe te leiden dat iedereen het eens is, maar het eigen geloof komt er vaak scherper door naar voren, en op dit punt is er vaak een diepere waarneming van de betekenis van het eigen geloof.

## Recente werken
- Self and Salvation: Being Transformed (1999)
- Theology: A Very Short Introduction (1999)
- Jesus: An Oxford Reader (ed., met Michael Higton) (2001)
- Scripture and Theology: Reading Texts, Seeking Wisdom (ed., met Graham Stanton) (2003)
- Fields of Faith - Theology and Religious Studies for the Twenty-First Century (ed., met Ben Quash en Janet Martin Soskice) (2005)
- The Modern Theologians - An Introduction to Christian Theology since 1918 (ed., met Rachel Muers) (2005)
- Living in Praise - Worshipping and Knowing God (met Daniel W. Hardy) (2005)
- The Promise of Scriptural Reasoning (ed., met C.C. Pecknold, met hoofdstuk ‘An Inter-Faith Wisdom: Scriptural Reasoning between Jews, Christians and Muslims) (2006)
- Christian Wisdom. Desiring God and Learning in Love (2007)
- The Shape of Theology (2007)
- Musics of Belonging (2007)

- Biblioteca Nacional de España: XX1161036
- Bibliothèque nationale de France: cb12522918r (data)
- Gemeinsame Normdatei: 138238359
- International Standard Name Identifier: 0000 0001 2141 9757
- Library of Congress Control Number: n82071190
- Nationale Bibliotheek van Letland: 000125647
- Nationale Bibliotheek van Tsjechië: skuk0002492
- Nationale Bibliotheek van Israël: 987007426894505171
- Nederlandse Thesaurus van Auteursnamen: 073304913
- Système universitaire de documentation: 060724897
- Virtual International Authority File: 49333240
- WorldCat: E39PBJr3yT3YrrpPqWVMhJM9Dq